# Limbiate
Limbiate là một đô thị ở tỉnh Monza và Brianza, vùng Lombardia của Italia, khoảng 15 km về phía bắc Milano. Tại thời điểm ngày 31 tháng 12 năm 2004, đô thị này có dân số 32.168 và diện tích là 12,4 km².
Đô thịLimbiate gồm các frazione (đơn vị cấp dưới, chủ yếu là thôn làng) Pinzano, Villaggio dei Giovi, Mombello, và Villaggio del sole.
Limbiate giáp các đô thị sau:Bovisio-Masciago, Solaro, Cesate, Varedo, Paderno Dugnano, Senago.